# Setaria italica

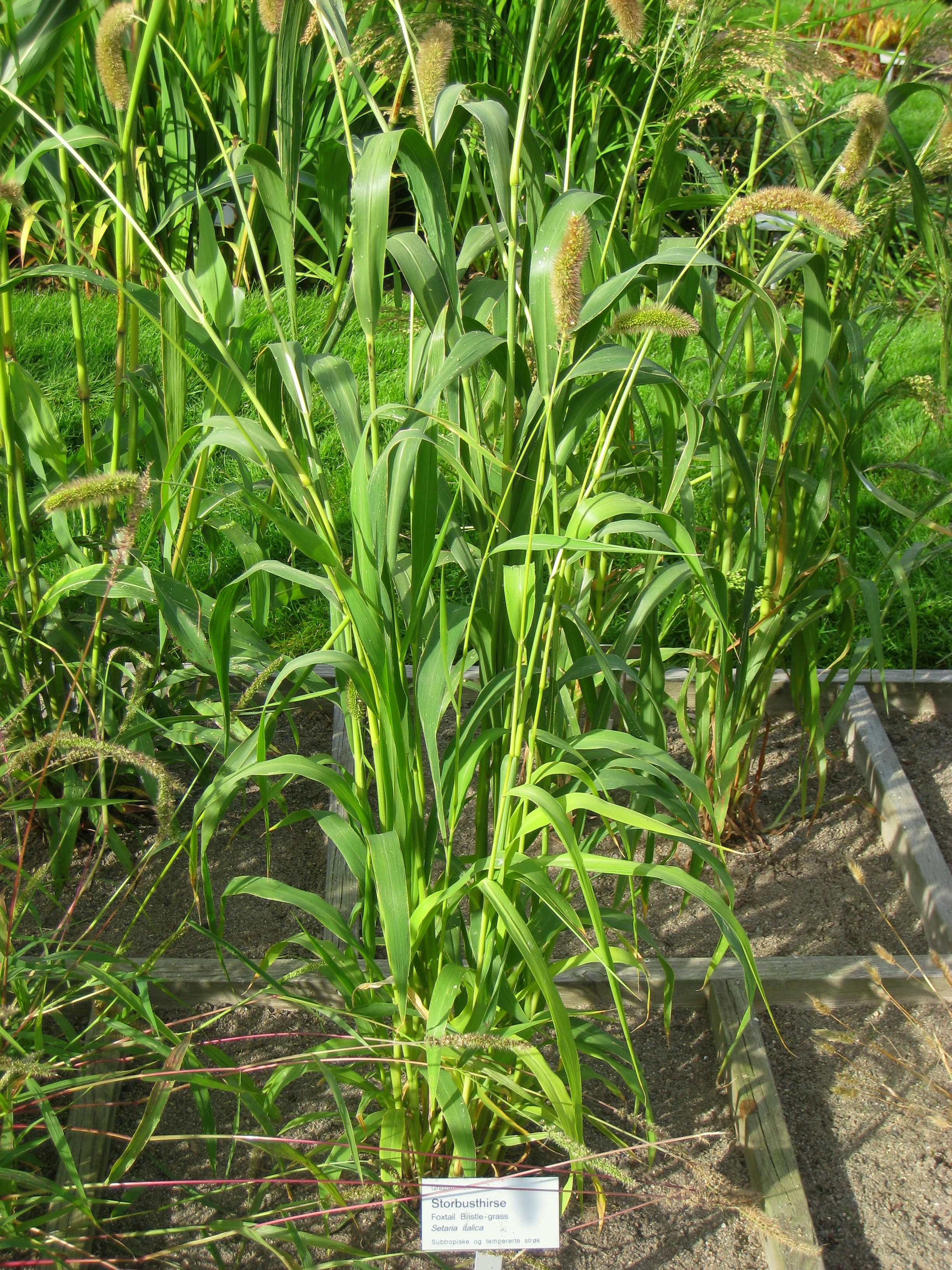
Vista de la planta

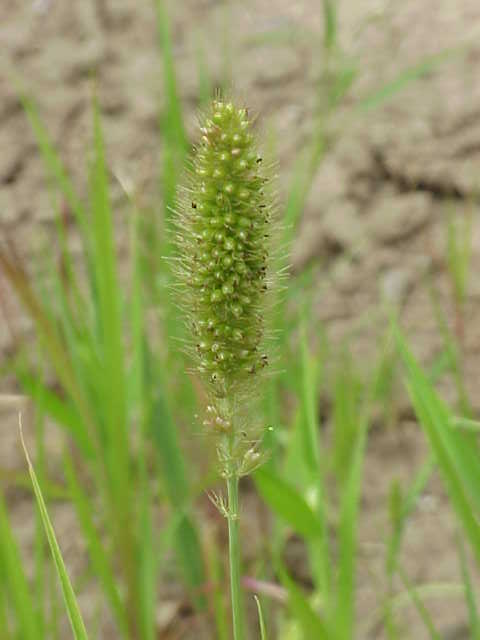
Inflorescencia

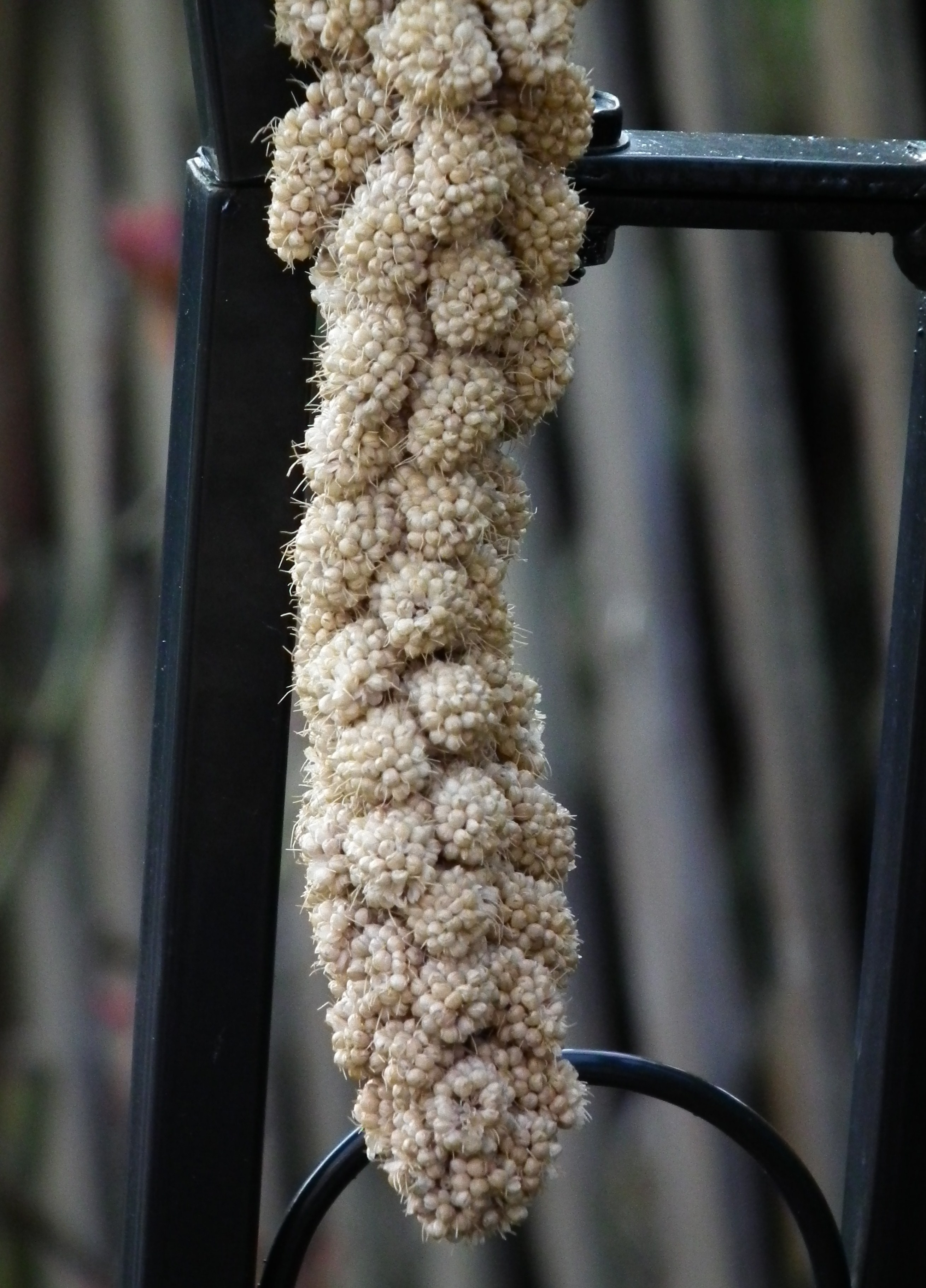
Fruto

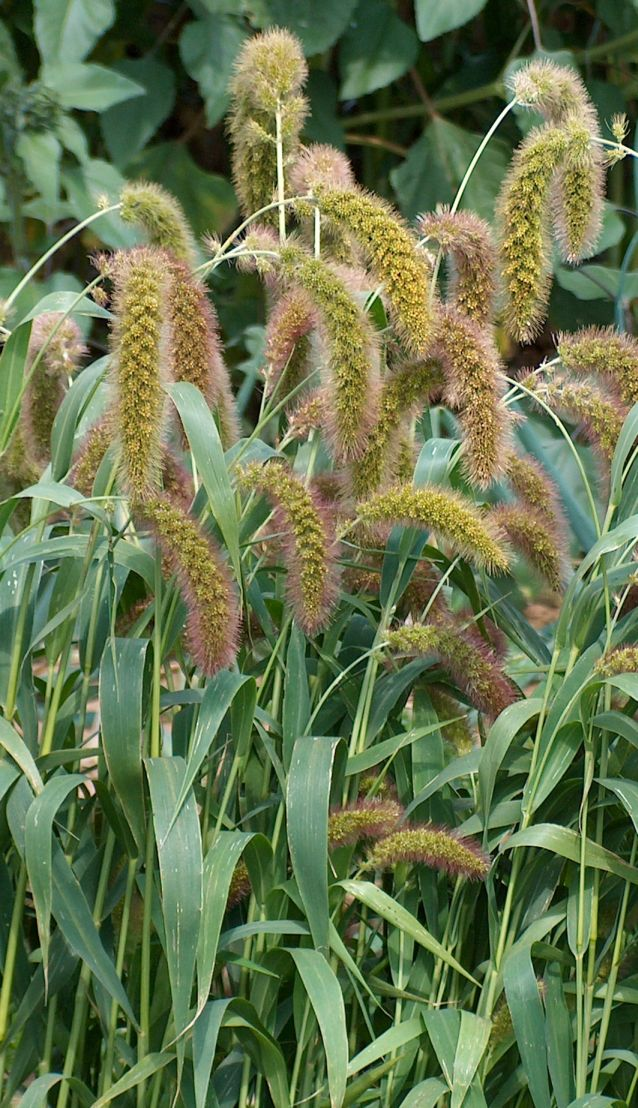
Detalle de la planta

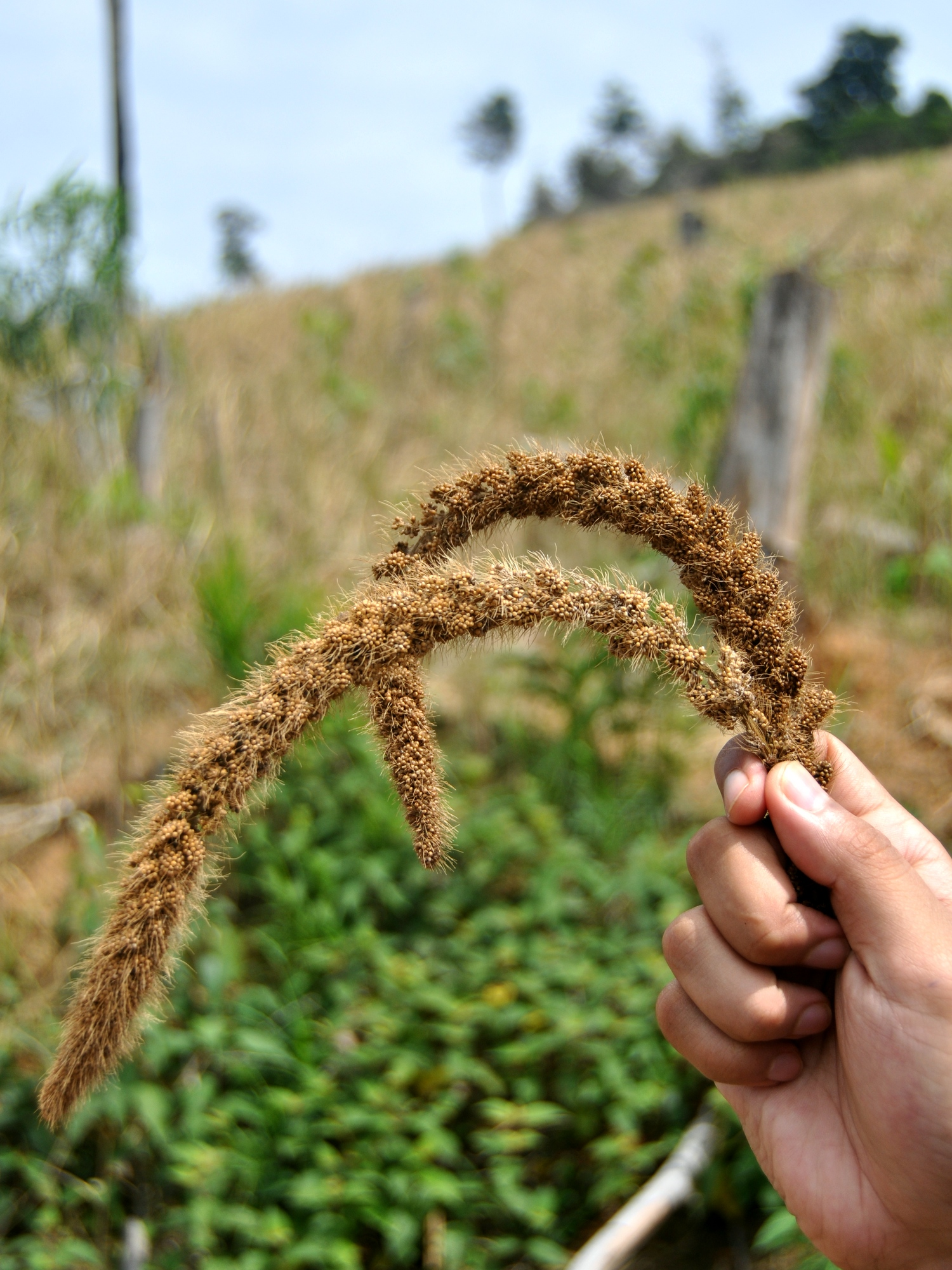
Moha

El mijo menor o moha (nombre botánico Setaria italica) es el segundo mijo más cultivado y el más importante de Asia. Es el de más larga historia de los cultivos de grano fino, en China desde hace seis milenios. Otros nombres habituales son Setaria moha de Italia, moha de Alemania, moha de la China, moha de Hungría, mijo menor y panizo común.

## Descripción
La moha tiene tallos delgados, verticales, hojosos, y llegar hasta 20 cm. Las panojas son densas, pilosas, de 5-30 cm de longitud. Las semillas, de alrededor de 2 mm de diámetro, tienen una gluma delgada, papilosa y fácilmente removible; y su color varía notablemente entre variedades.

## Cultivo

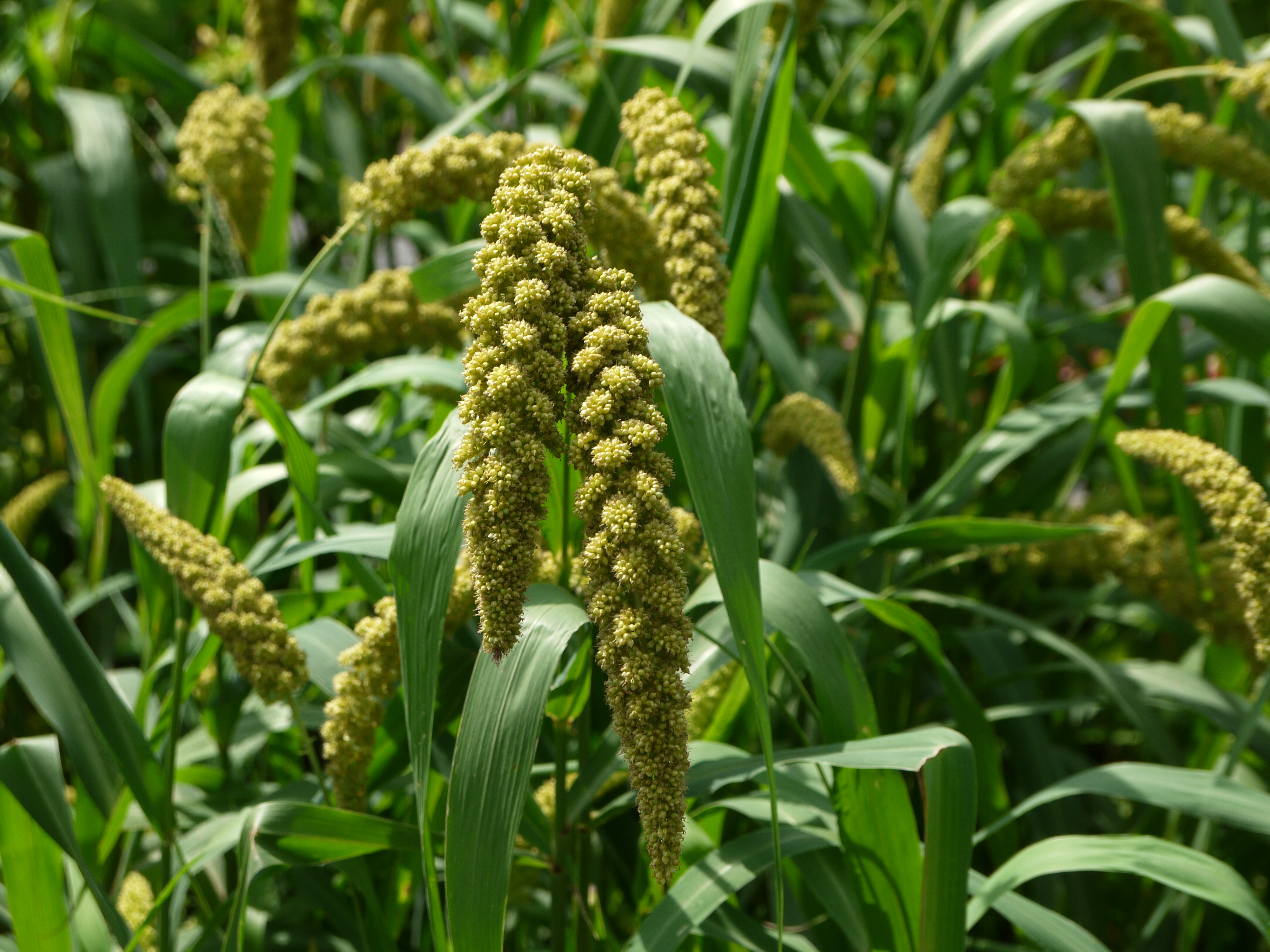
Moha

En China, es el cereal de grano fino más importante, especialmente en el norte pobre y seco de ese país. En Europa y en las Américas se planta a moderada escala para heno y silaje, y aún menos para alimento de aves.

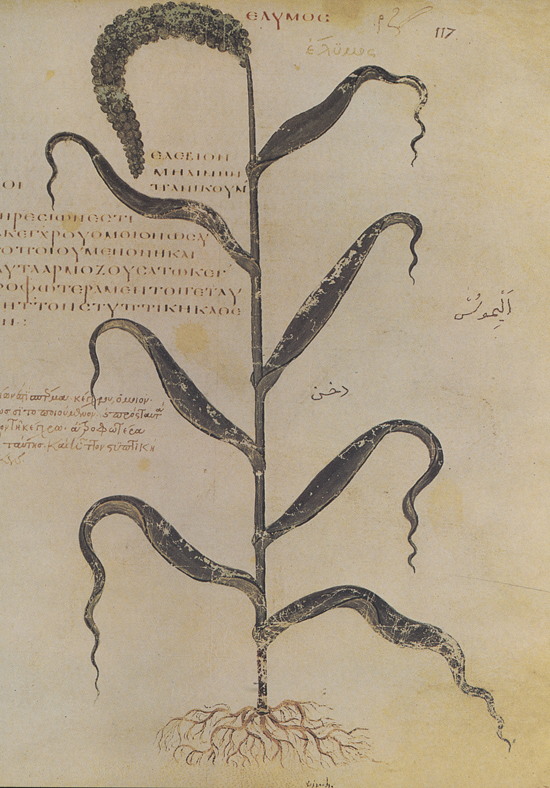
Ilustración

Es un cultivo de verano, típicamente sembrado a fines de primavera. La cosecha para heno o para silaje puede estar lista en 65-70 días (típicos rendimientos de 15-20 t/ha de materia verde o 3-4 t/ha de heno seco), y para grano en 75-90 días (800-900 kg/ha de grano). Es de temprana maduración y eficiente uso de agua disponible, muy útil para áreas secas.
Las enfermedades incluyen royas de la hoja por Magnaporthe grisea, Ustilago crameri, Sclerospora graminicola. Los cultivos sin cosechar son susceptibles de ataques de pájaros y roedores.

## Historia y domesticación
El antecesor ha sido identificado como Setaria viridis, que es interfértil con la moha; y las formas salvajes e invasoras de la moha aún existen. Zohary y Hopf notan que la diferencia primaria entre las formas salvajes y la cultivada es "su biología de dispersión de semillas. Las formas salvaje e invasora hacen dehiscencia mientras que las cultivadas las retienen." La evidencia más temprana de su cultivo es de la cultura Peiligang de China, que también cultivaban Panicum miliaceum, pero la moha era predominante, solo con la cultura Yangshao.
La moha llega a Europa más tarde; semillas carbonizadas aparecen en el segundo milenio a. C. en Europa central, y la evidencia de su cultivo en el Cercano Este es en la Edad de Hierro en Tille Hoyuk en Turquía, con una datación incorrecta de radiocarbono de 600 a. C.

## Siembra
Presenta precocidad, puede ser pastoreada a los 50 días de plantada. Es productor de forraje de buena calidad y se miden ganancias de hasta 1 kg/animal/día. La época de siembra es fines de primavera, usando una densidad de siembra de 12-15 kg/ha.
El sistema de siembra es con cajón alfalfero o con sembradora común de granos finos, en líneas a 3 dm entre sí.

## Variedades disponibles en Argentina
- - Moha Colorada Gigante: buena productora de granos y muy buena productora de forraje. Apta para doble propósito y, para enrollar.
- - Moha Carapé INTA: obtenida por INTA Pergamino. Es de menor altura que la Colorada Gigante, pero presenta mejor apetecibilidad y valor nutricio.

Es aceptable su resistencia a la sequía y a relativas altas temperaturas. Y se adapta bien a suelos arenosos. El mejor momento para henificarlo es en inicio de panojamiento ya que combina elevada producción de forraje, buen contenido de hoja en relación tallo/panoja, valores aceptables de proteína bruta y digestibilidad de la materia seca.
En pleno desarrollo alcanza entre 6 y 7 dm y a los 25 o 30 días de la
germinación ya alcanza un desarrollo que le permite su pastoreo por el ganado. Posee un gran valor forrajero y un buen poder de rebrote. De cosecharse la moha, el ciclo de germinación se cumple entre 90 y 110 días; produce 40 t/ha de pasto verde. Se enfarda con grano pastoso (fardos de gran valor nutritivo y bien comidos por la hacienda.

## Taxonomía
Setaria italica fue descrita por (L.) P. Beauvois y publicado en  Essai d'une Nouvelle Agrostographie 51, 170, 178. 1812.
Etimología
Setaria: nombre genérico que deriva del latín seta (cerda), aludiendo a las inflorescencias erizadas.
italica: epíteto latino que significa "de Italia"
Variedades aceptadas
- Setaria italica var. atra (Körn.) F.T. Hubb.
- Setaria italica f. aurantiacaatra (Körn.) F.T. Hubb.
- Setaria italica f. brevisetaatra (Döll) F.T. Hubb.
- Setaria italica f. gigasatra (Körn.) F.T. Hubb.
- Setaria italica var. lobataatra (Körn.) Dekapr. & Kaspar.
- Setaria italica var. macrochaetaatra (Körn.) Dekapr. & Kaspar.
- Setaria italica var. metzgeriatra (Körn.) Jáv.
- Setaria italica var. mitisatra (Alef.) Hyl.
- Setaria italica var. rubraatra (Körn.) F.T. Hubb.

Sinonimia
- Alopecurus caudatus Thunb.
- Chaetochloa germanica (Mill.) Smyth
- Chaetochloa italica (L.) Scribn.
- Chamaeraphis italica (L.) Kuntze
- Echinochloa erythrosperma Roem. & Schult.
- Echinochloa intermedia Roem. & Schult.
- Ixophorus italicus (L.) Nash
- Oplismenus intermedius (Hornem.) Kunth
- Panicum aegyptiacum Roem. & Schult.
- Panicum asiaticum Schult. & Schult.f.
- Panicum chinense Trin.
- Panicum compactum Kit.
- Panicum elongatum Salisb.
- Panicum erythrospermum Vahl ex Hornem.
- Panicum germanicum Mill.
- Panicum germanicum Willd.
- Panicum globulare (J.Presl) Steud.
- Panicum glomeratum Moench
- Panicum intermedium Vahl ex Hornem.
- Panicum italicum L.
- Panicum itieri (Delile) Steud.
- Panicum macrochaetum (Jacq.) Link
- Panicum maritimum Lam.
- Panicum melfrugum Schult. & Schult.f.
- Panicum miliaceum Blanco
- Panicum moharicum (Alef.) E.H.L.Krause
- Panicum panis (Jess.) Jess.
- Panicum pumilum Link
- Panicum serotinum Trin.
- Panicum setaceum Trin.
- Panicum setosum Trin.
- Panicum sibiricum Roem. & Schult.
- Panicum verticillatum var. majus Thunb.
- Panicum viride subsp. italicum (L.) Asch. & Graebn.
- Panicum viride var. italicum (L.) Backer
- Panicum vulgare Wallr.
- Paspalum germanicum (Mill.) Baumg.
- Penicillaria italica (L.) Oken
- Pennisetum erythrospermum (Vahl ex Hornem.) Jacq.
- Pennisetum germanicum (Mill.) Baumg.
- Pennisetum italicum (L.) R.Br.
- Pennisetum macrochaetum J.Jacq.
- Setaria asiatica Rchb.
- Setaria californica Kellogg
- Setaria compacta Schur
- Setaria erythrosperma (Vahl ex Hornem.) Spreng.
- Setaria erythrosperma Hornem. ex Rchb.
- Setaria flavida Hornem. ex Rchb.
- Setaria germanica (Mill.) P.Beauv.
- Setaria globulare J. Presl
- Setaria globularis J.Presl
- Setaria itieri Delile
- Setaria japonica Pynaert
- Setaria macrochaeta (Jacq.) Schult.
- Setaria maritima (Lam.) Roem. & Schult.
- Setaria melinis Link ex Steud.
- Setaria moharica Menabde & Erizin
- Setaria multiseta Dumort.
- Setaria pachystachya Borbás
- Setaria panis Jess.
- Setaria persica Rchb.
- Setaria violacea Hornem. ex Rchb.
- Setaria viridis subsp. italica (L.) Briq
- Setariopsis italica (L.) Samp.[6][7]